# Giovanni Battista Quarantotti
Giovanni Battista Quarantotti (Roma, 27 de setembro de 1733 - Roma, 15 de setembro de 1820) foi um cardeal italiano.

## Nascimento
Nasceu em Roma em 27 de setembro de 1733.

## Educação
Estudou no Collegio Romano , em Roma.

## Sacerdócio
Ordenado (nenhuma informação encontrada). Abreviatore di parco maggiore . Relator da Congregação do Bom Governo, dezembro de 1759. Abade commendatario do mosteiro de S. Eutizio, Norcia, em 1764. Membro da Ordem Soberana de Malta. Coadjutor do eleitor do Tribunal da Assinatura Apostólica, Monsenhor . Guarnacci, janeiro de 1770; mais tarde foi nomeado eleitor dos Tribunais das Assinaturas Apostólicas. Cânone do capítulo da basílica patriarcal de Latrão, março de 1785. Clérigo da Câmara Apostólica. Prefeito da Annona . Secretário do SC de Propaganda Fide; pró-prefeito durante a ocupação francesa de Roma, 1809-1814.

## Cardinalado
Criado cardeal e reservado in pectore no consistório de 8 de março de 1816; publicado no consistório de 22 de julho de 1816; recebeu o chapéu vermelho em 25 de julho de 1816; e o título de S. Maria in Aracoeli, 23 de setembro de 1816. Prefeito do Supremo Tribunal da Assinatura da Graça e prefeito da imprensa do SC de Propaganda Fide, 10 de maio de 1820.

## Morte
Morreu em Roma em 15 de setembro de 1820. Exposto em seu título e sepultado na capela Santo Bambino, no jurispatronato de sua família.